# Orscholzriegel

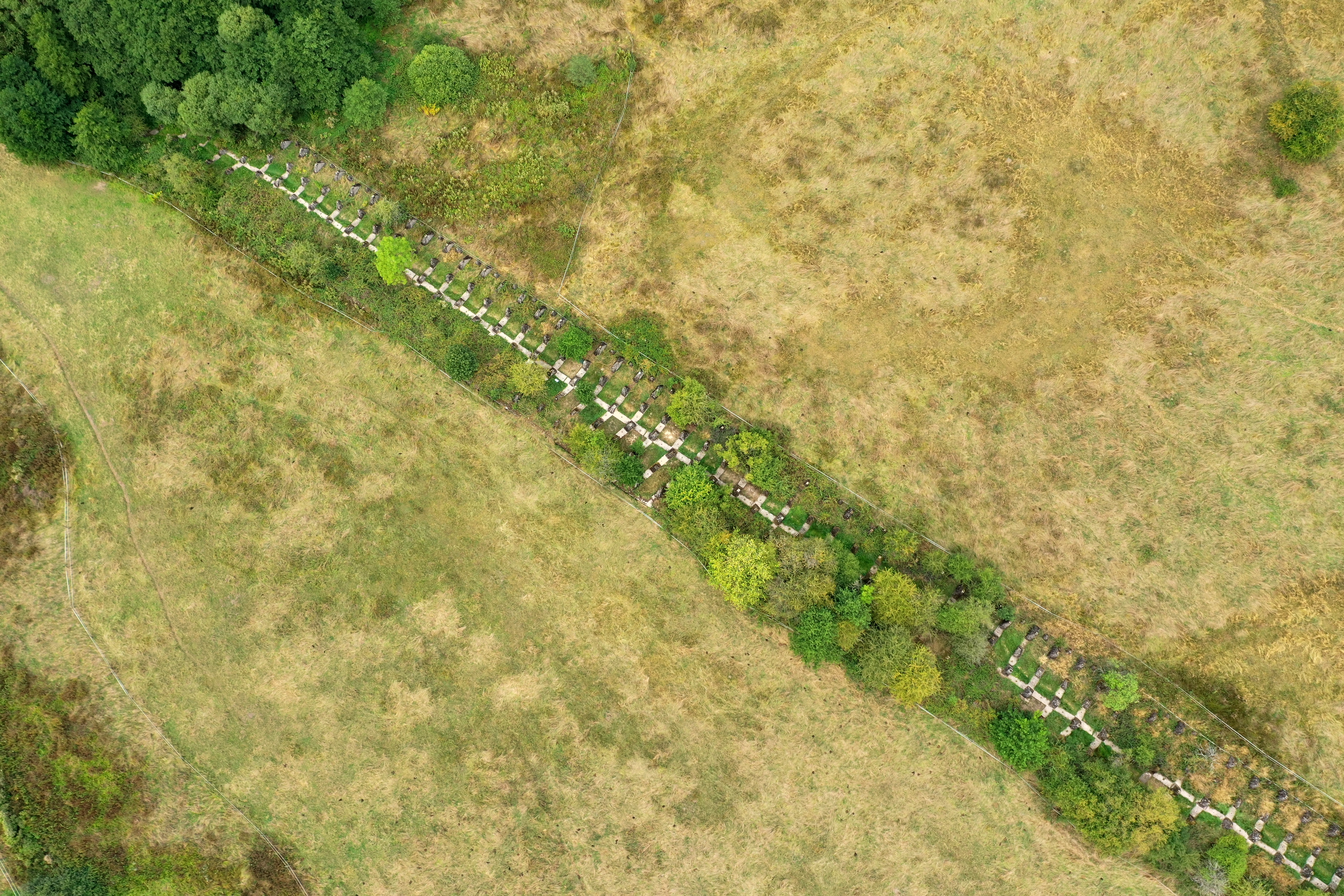
Eine Panzersperre des Orscholzriegels aus der Vogelperspektive

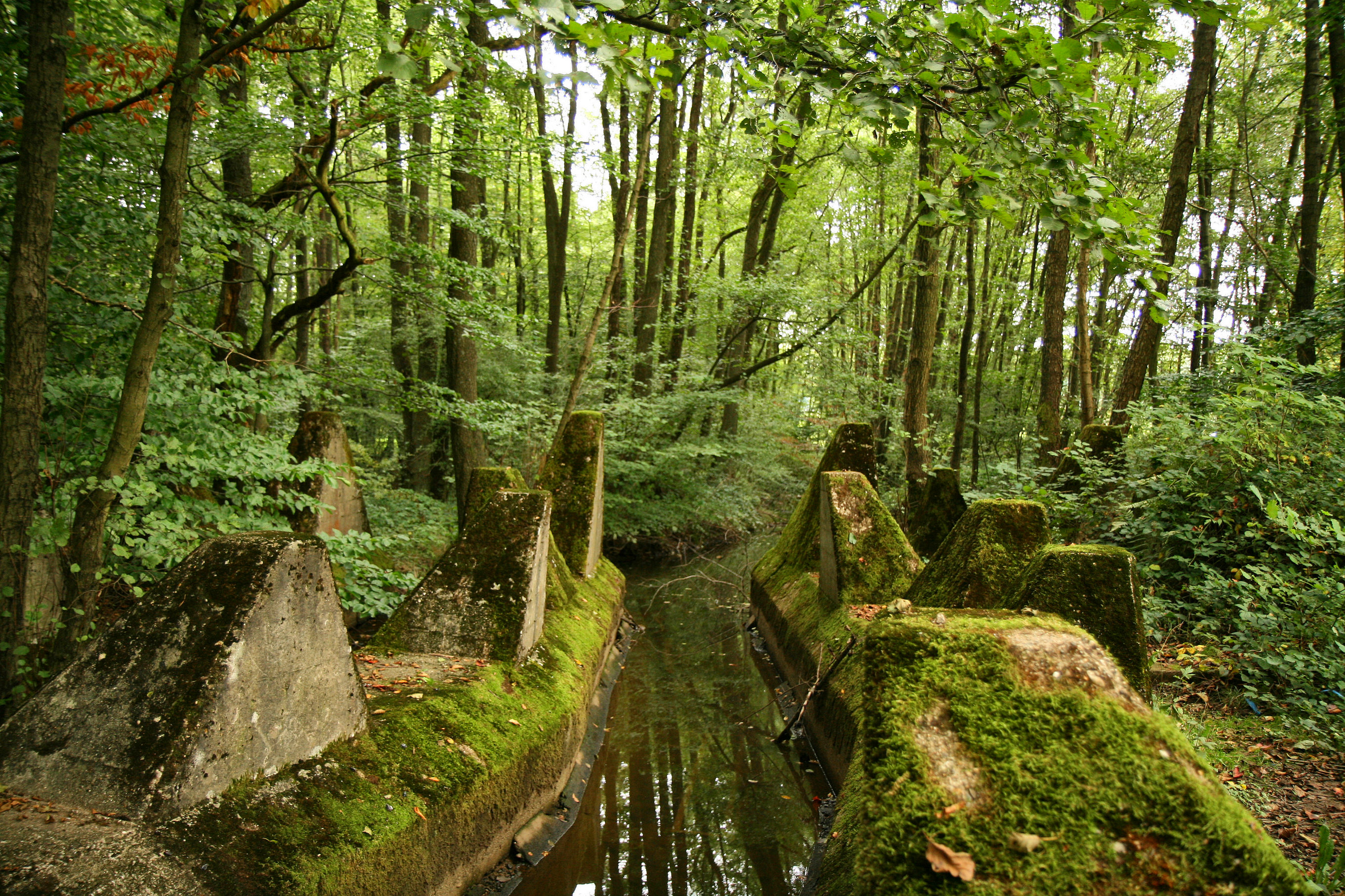
Höckerlinie des Orscholzriegels an der Ziegelei zwischen Orscholz und Oberleuken

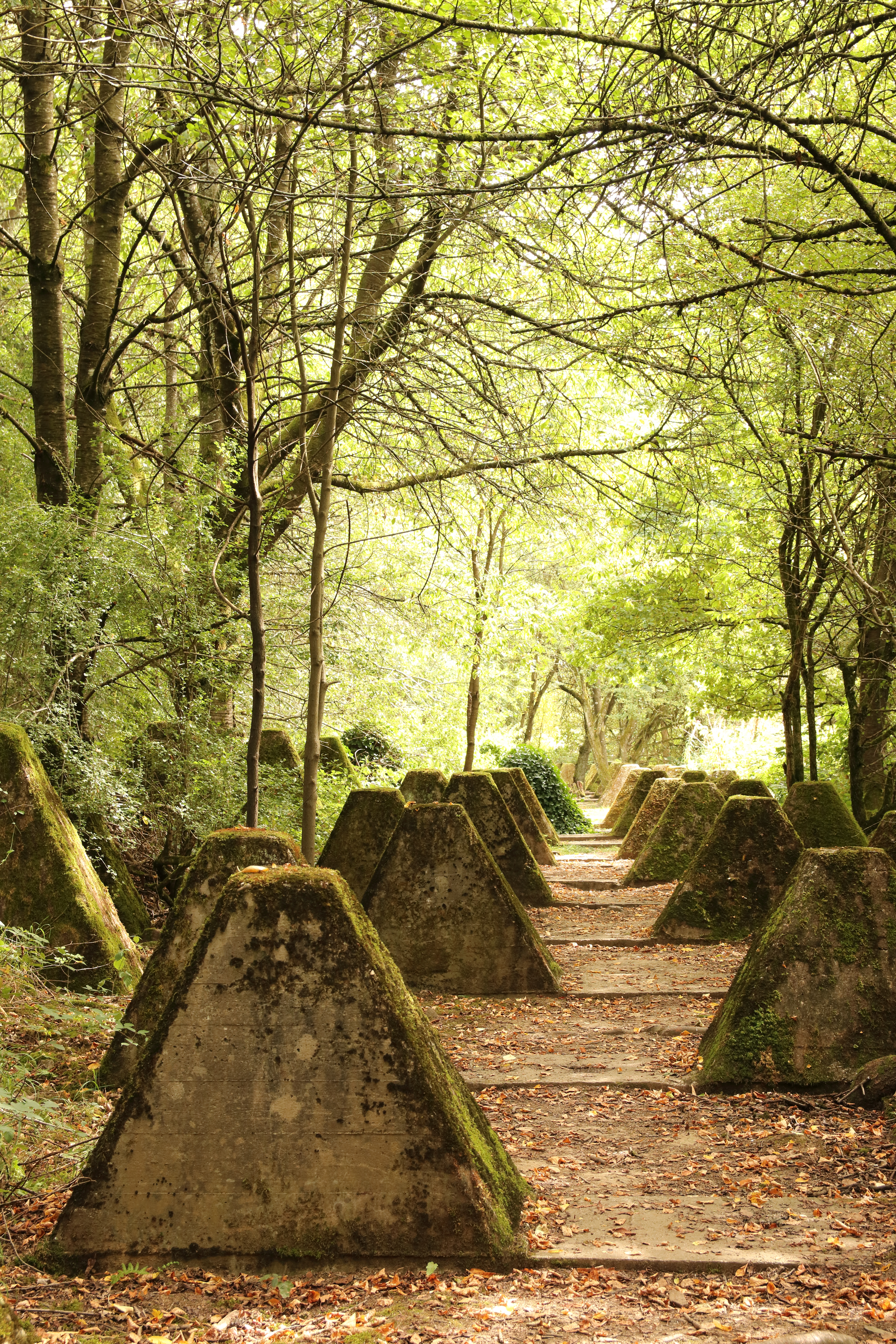
Auf dem Höckerlinienpfad bei Orscholz

Der Orscholzriegel – englisch Orscholz switch – war ein militärischer Riegel und Teil des Westwalls im Dreieck zwischen Saar und Mosel. Er wurde in den Jahren 1939 und 1940 erbaut und umfasste 75 Bunkeranlagen sowie 10,2 km Panzerhindernisse in Form von Höckerlinien.  Die Stellung verlief von Trier bis Nennig entlang der Mosel und von Nennig aus in östlicher Richtung nach Orscholz an der Saarschleife von Mettlach.

“Although the West Wall in this sector lay behind the Saar, the Germans in 1939 and 1940 had constructed a supplementary fortified line across the base of the triangle from Nennig in the west to Orscholz, at a great northwestward loop of the Saar. The Germans called the position the Orscholz Switch; the Americans knew it as the Siegfried Switch. Assuming the neutrality of Luxembourg, the switch position was designed to protect Trier and the Moselle corridor and to prevent outflanking of the strongest portion of the West Wall, that lying to the southeast across the face of the Saar industrial area.”

„Obwohl der Westwall in diesem Abschnitt eigentlich auf der anderen Saarseite lag, hatten die Deutschen 1939/40 eine ergänzende befestigte Linie errichtet, und zwar an der Basis des Dreiecks von Nennig im Westen bis nach Orscholz, an einer großen nordwestwärts gerichteten Schleife der Saar. Die Deutschen nannten die Stellung Orscholzriegel, die Amerikaner Siegfried-Riegel. In Anbetracht der Neutralität Luxemburgs war die Lage des Riegels dazu bestimmt, Trier und den Mosel-Korridor zu schützen und das Umgehen des stärksten Teils des Westwalls zu verhindern: das im Südosten am gegenüberliegenden Ufer der Saar gelegene Industriegebiet.“

Ab November 1944 wurden die Kämpfe um den Orscholzriegel zu einer großen Materialschlacht. Nach dem Ende der letzten deutschen Offensive an der Westfront trafen eine US-Infanteriedivision und eine US-Panzerdivision an der Saar-Mosel-Front ein. Die Bunkerbesatzungen wollten sich nicht ergeben; die US-Truppen begannen auf 15 km Frontbreite mit pausenlosem Granatenbeschuss („Hölle am Orscholzriegel“) und durchbrachen am 19.–20. Februar 1945 den Westwall an dieser Stelle. Viele Tote, zerstörte Dörfer und eine Kraterlandschaft blieben zurück.
Während der Operation Undertone (15.–24. März 1945) lag der Orscholzriegel an der linken Flanke der vorrückenden US-Einheiten.
In der NS-Propaganda wurde der Begriff Orscholzriegel spätestens seit November 1944 verwendet.

## Tourismus
Seit November 2016 führt der als 3,1 Kilometer lange Rundweg ausgelegte Höckerlinienpfad mitten durch die ehemalige Panzersperre zwischen Orscholz und Oberleuken. Er soll ein Wanderweg und ein Mahnmal sein. Ein Kilometer der 1,5 Kilometer langen Höckerlinie ist Teil des Höckerlinienpfades.